# Colobus guereza kikuyuensis
El colobo kikuyu (Colobus guereza kikuyuensis) es una subespecie del Colobo guereza (Colobus guereza) que habita los bosques montañosos del monte Kenia y los montes Aberdare.
Su dieta está constituida principálmente de hojas y frutas, sus principales depredadores son los leopardos y las águilas.